# Synagoga Izraela Wolberga i Wolfa Majerowicza w Łodzi
Synagoga Izraela Wolberga i Wolfa Majerowicza w Łodzi – prywatny dom modlitwy znajdujący się w Łodzi przy ulicy Piotrkowskiej 60.
Synagoga została założona w 1901 roku z inicjatywy Izraela Wolberga i Wolfa Majerowicza. Mogła ona pomieścić 31 osób. Podczas II wojny światowej hitlerowcy zdewastowali synagogę.  